# Афганістан на літніх Олімпійських іграх 2012
Афганістан брав участь у літніх Олімпійських іграх 2012 у Лондоні (Велика Британія) з 27 липня по 12 серпня 2012 року.

## Медалісти
| Медаль | Спортсмен      | Вид спорту | Дисципліна                | Дата     |
| ------ | -------------- | ---------- | ------------------------- | -------- |
| Бронза | Рогулла Нікпаї | Тхеквондо  | Вагова категорія до 68 кг | 9 серпня |

## Результати змагань

### Бокс
Спортсменів — 1
Чоловіки
| Змагання | Спортсмени   | Перший раунд                 | Другий раунд       | Чвертьфінал        | Півфінал           | фінал              | Місце           |
| Змагання | Спортсмени   | Суперник Результат           | Суперник Результат | Суперник Результат | Суперник Результат | Суперник Результат | Місце           |
| -------- | ------------ | ---------------------------- | ------------------ | ------------------ | ------------------ | ------------------ | --------------- |
| до 52 кг | Айман Файзал | Нордін Убаалі (FRA) Пор.9:22 | Завершив виступ    | Завершив виступ    | Завершив виступ    | Завершив виступ    | Завершив виступ |

### Дзюдо
Спортсменів — 1
Чоловіки
| Категорія | Спортсмен       | Турнір       | 1/32 фіналу                      | 1/16 фіналу        | 1/8 фіналу         | Чвертьфінал        | Півфінал           | Фінал              | Місце |
| Категорія | Спортсмен       | Турнір       | Суперник Результат               | Суперник Результат | Суперник Результат | Суперник Результат | Суперник Результат | Суперник Результат | Місце |
| --------- | --------------- | ------------ | -------------------------------- | ------------------ | ------------------ | ------------------ | ------------------ | ------------------ | ----- |
| до 66 кг  | Аджмал Фаіззада | За 1-е місце | Міклош Унгварі (HUN) Пор.000-100 | Завершив виступ    | Завершив виступ    | Завершив виступ    | Завершив виступ    | Завершив виступ    |       |

### Легка атлетика
Спортсменів —

#### Чоловіки
| Дисципліна | Спортсмен    | Попередній раунд | Попередній раунд | Перший раунд    | Перший раунд    | Півфінали       | Півфінали       | Фінал           | Фінал           |
| Дисципліна | Спортсмен    | Результат        | Місце            | Результат       | Місце           | Результат       | Місце           | Результат       | Місце           |
| ---------- | ------------ | ---------------- | ---------------- | --------------- | --------------- | --------------- | --------------- | --------------- | --------------- |
| 100 м      | Массуд Азізі | 11.19            | 20               | Завершив виступ | Завершив виступ | Завершив виступ | Завершив виступ | Завершив виступ | Завершив виступ |

#### Жінки
| Дисципліна | Спортсмен       | Попередній раунд | Попередній раунд | Перший раунд    | Перший раунд    | Півфінали       | Півфінали       | Фінал           | Фінал           |
| Дисципліна | Спортсмен       | Результат        | Місце            | Результат       | Місце           | Результат       | Місце           | Результат       | Місце           |
| ---------- | --------------- | ---------------- | ---------------- | --------------- | --------------- | --------------- | --------------- | --------------- | --------------- |
| 100 м      | Таміна Коїстані | 14.42 PB         | 32               | Завершив виступ | Завершив виступ | Завершив виступ | Завершив виступ | Завершив виступ | Завершив виступ |

### Тхеквондо
Від Афганістану кваліфікувалися такі спортсмени:
- до 68 кг: Рогулла Нікпаї
- до 80 кг: Несар Ахмад Бахаве

Спортсменів — 2
Чоловіки
| Змагання | Спортсмен          | Турнір       | 1/8 фіналу                      | Чвертьфінал                           | Півфінал                  | Фінал                        | Медаль                              |
| Змагання | Спортсмен          | Турнір       | Суперник Результат              | Суперник Результат                    | Суперник Результат        | Суперник Результат           |                                     |
| -------- | ------------------ | ------------ | ------------------------------- | ------------------------------------- | ------------------------- | ---------------------------- | ----------------------------------- |
| до 68 кг | Рохулла Нікпай     | За 1-е місце | Міхаль Лонієвскі (POL) Пер.12:5 | Мохаммад Багері Мотамед (IRI) Пор.4:5 | Завершив виступ           | Завершив виступ              | Завершив виступ                     |
| до 68 кг | Рохулла Нікпай     | За 3-е місце |                                 |                                       | Давид Боуї (CAF) Пер.14:2 | Мартін Стампер (GBR) Пер.5:3 | \| {{{1}}} \| {{{2}}} \| {{{3}}} \| |
| до 80 кг | Несар Ахмад Бахаві | За 1-е місце | Томмі Моллет (NED) Пор. 8:9     | Завершив виступ                       | Завершив виступ           | Завершив виступ              | Завершив виступ                     |
| до 80 кг | Несар Ахмад Бахаві | {{{1}}}      | {{{2}}}                         | {{{3}}}                               |                           |                              |                                     |

## Виноски
1. ↑  Asian Qualification Tournament for London 2012 – Medallists (PDF). World Taekwondo Federation. 26 листопада 2011. Архів оригіналу за 22 липня 2013. Процитовано 26 листопада 2011.